# Кадльсберг, Анфинн
Анфинн Кадльсберг (фар. Anfinn Kallsberg; 19 ноября 1947 — 20 февраля 2024) — фарерский политический и государственный деятель. Премьер-министр Фарерских островов (15 мая 1998 — 3 февраля 2004).

## Биография
Родился 19 ноября 1947 года в Клаксвуйке.
С 1980 года — депутат Лёгтинга (фарерского парламента).
С 1983 по 1985 год — министр рыбного хозяйства, затем в 1989 году в течение 5 месяцев занимал то же министерское кресло в первом коалиционном правительстве Йегвана Сундстайна.
В 1996—1998 годах — министр экономики и финансов.
Спикер парламента Фарерских островов в 1991—1993 годах.
15 мая 1998 года назначен премьер-министром Фарерских островов в коалиции, образованной Народной партией, партиями «Республика» и «Новое самоуправление». На посту премьер-министра проводил курс на экономическую и правовую независимость Фарерских островов от Дании. Разработал план обретения полного суверенитета Фарерскими островами.
В 2005 году А. Кадльсберг был избран одним из двух фарерских граждан, представляющих острова в датском парламенте — фолькетинге.
С 2005 года являлся лидером Народной партии Фарерских островов.
Умер 20 февраля 2024 года в возрасте 76 лет.